# Naryn (stad)
Naryn is een stad in de oblast Naryn in Kirgizië; zij telde op 1/1/2015 37.700 inwoners. 
De rivier Naryn loopt door de stad en een tak van de oude zijderoute loopt door de plaats. In Naryn is ook de Kirgizische campus van de Universiteit van Centraal-Azië gevestigd (een regionale samenwerking tussen Kirgizië, Tadzjikistan en Kazachstan). Dordoi-Dynamo Naryn is de lokale voetbalclub.

## Geboren
- Jiidesh İdirisova (19 januari 1985), zangeres

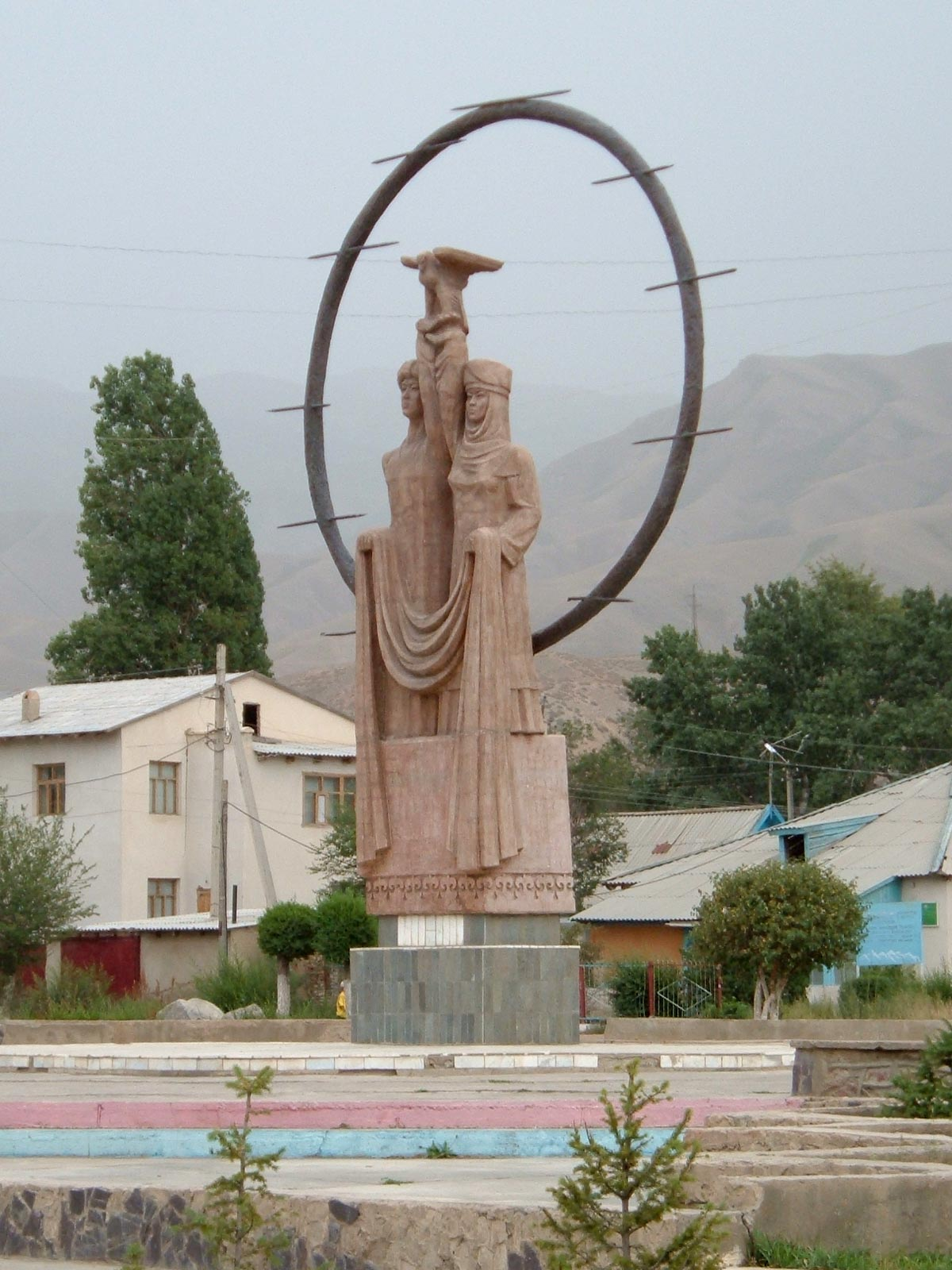
Standbeeld in Naryn